# Best
Best este o comună și o localitate în provincia Brabantul de Nord, Țările de Jos.

## Localități
Best, Aarle, De Vleut, Batadorp, Heivelden, Heuveleind, Salderes, Koekoeksbos